# Girard Desargues
Pour les articles homonymes, voir Desargues.
Girard Desargues, alias S.G.D.L. (le Sieur Girard Desargues Lyonnois comme il signe lui-même ses écrits) est un géomètre et architecte français né à Lyon le 21 février 1591, et mort à Lyon en octobre 1661. Considéré comme l’un des fondateurs de la géométrie projective, il en tira une théorie unifiée des coniques. On lui doit le théorème de Desargues sur les triangles en perspective, et aussi le théorème de Desargues sur l’involution.

## Biographie

### Jeunesse
On ne dispose que de documents épars sur la vie de Desargues, et les années antérieures à 1630 sont mal connues. Desargues était apparemment le troisième de six enfants : Jean et Christophe, ses deux frères aînés, avocats au Parlement de Paris, puis Antoine, Françoise et Catherine. En 1621, il est négociant en soie à Lyon, mais en 1626, il a déjà effectué un voyage en Flandres, et demande à la ville de Paris un brevet pour la construction et l'exploitation de fontaines. C'est à Paris qu'il rencontre Marin Mersenne, dont il fréquentera le cercle, et René Descartes, dont il sera l'ami jusqu'à sa mort. En 1628, ses deux frères aînés venant de mourir, il devient l'héritier du patrimoine familial. La participation de Desargues au siège de La Rochelle de 1627-1628, avancée par Weiss dans la Biographie Universelle (1842), est plausible, mais n'a jamais été étayée par des sources documentaires.

### Installation à Paris
Desargues s'installe à Paris vers 1630. En 1634, le père Mersenne évoque dans ses lettres un traité de perspective que Desargues est en train de rédiger, mais ses premiers traités datent de 1636. Transmis aux membres de l'académie de Mersenne, ces ouvrages sont appréciés de Fermat et Descartes en particulier, mais il n'en va pas de même du Brouillon project d'une atteinte aux evenemens des rencontres du cone avec un plan, écrit dans un langage emprunté à la « langue de bois » des compagnons charpentiers, c’est-à-dire les signes de marquage des pièces de charpente, les orientant sur le chantier. Ce petit traité, exploitant les constructions de la perspective conique pour étudier les propriétés des coniques (ellipse, parabole, hyperbole) introduit pour la première fois les notions de dualité point-droite et de point à l'infini. Descartes estime les méthodes géométriques de Desargues mais juge le style du livret inutilement obscur et provocant, car la priorité doit être la clarté de l'expression. Cela dit, Descartes dénigre aussi l'Essay pour les Coniques du jeune Blaise Pascal, en disant que ce dernier a surtout profité des leçons de Desargues.

### Querelle avec Beaugrand
En 1636, le secrétaire du roi Jean de Beaugrand avait publié un traité intitulé Geostatice sur la forme de la loi de gravitation, traité dont les démonstrations furent contestées entre autres par Descartes, Guy de La Brosse et Desargues. Beaugrand à son tour critiqua le brouillon-projet de Desargues en contestant l'originalité des propositions du traité, empruntées aux Coniques d'Apollonius. La querelle s'envenima jusqu'à la mort de Beaugrand en 1642.

### Application aux arts
À partir de 1639, Girard Desargues ouvre un cours privé pour enseigner aux artisans (tailleurs de pierre, charpentiers, graveurs, fabricants d'instruments) les applications de sa technique de perspective linéaire, qui introduit implicitement (par le fait que les fuyantes parallèles concourent à l'infini) et pour la première fois l'idée d'un point à l'infini. Le graveur Abraham Bosse, entre autres, fréquente cette institution à partir de 1641, et devient dès lors le propagandiste le plus fidèle de la méthode du géomètre lyonnais. Par contre, les architectes et les peintres contestent ses méthodes. En réalité un conflit dont l'amplitude nous échappe est engagé, qu'il faut mettre en parallèle avec le combat que livre Abraham Bosse contre l'Académie. Desargues est en particulier contesté par le maître maçon tailleur de pierres Jacques Curabelle, à propos de la faisabilité de sa méthode. La polémique se poursuit bien après la mort de Desargues, où ses théorèmes sont combattus par les jésuites jusqu'au XVIIIe siècle, après quoi ils ne seront même plus connus.

### Retour à Lyon

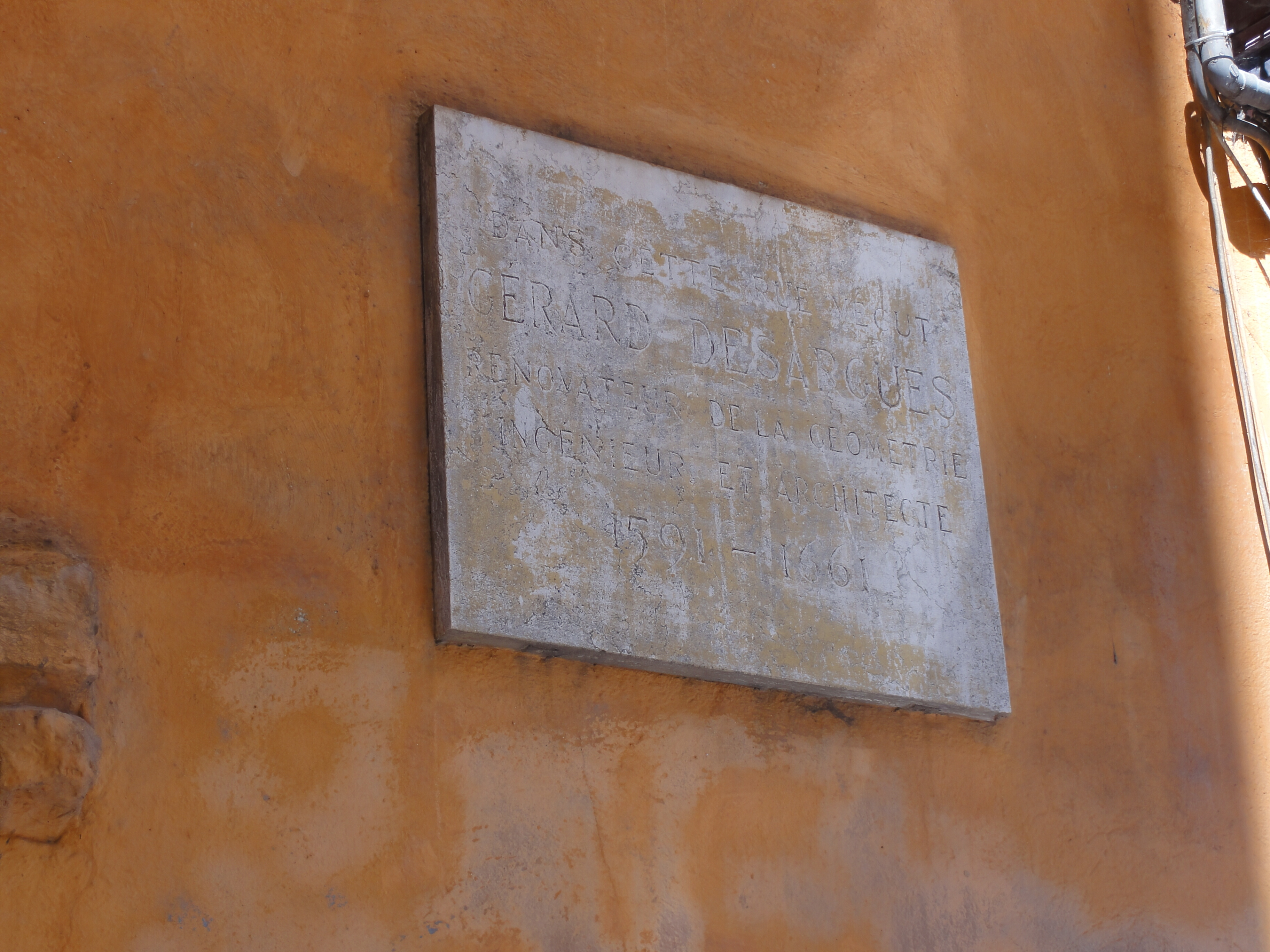
Girard Desargues - Plaque à Lyon

Les troubles de la Fronde incitent Desargues à regagner Lyon en 1648. Il loge sur la rive gauche de la Saône, dans une maison située sur le pont du Change, au-dessus de l'arche dite « des Merveilles ».
De 1645 à 1651, Lyon se dote place des Terreaux d'un nouvel Hôtel de Ville construit sous la direction de Simon Maupin, voyer de la ville, avec l'aide de Desargues pour l'architecture (façade, escalier ovale...) et de Thomas Blanchet pour les fresques.
En 1651, Desargues bâtit l'hôtel Olivier de Senozan, situé au no 1 de la rue du Colonel-Chambonnet. Cet hôtel, aujourd'hui appelé Hôtel de l'Europe, a logé depuis une grande partie des souverains de passage à Lyon,.
Propriétaire du domaine de Chateau-Grillet, près de Condrieu, il y cultive des vignes ; il y reçoit son confrère Blaise Pascal en 1652.
Une lettre de Huygens donne à entendre qu'en 1660 Desargues avait regagné Paris, car il participait à l'académie Mylon.

## Œuvres

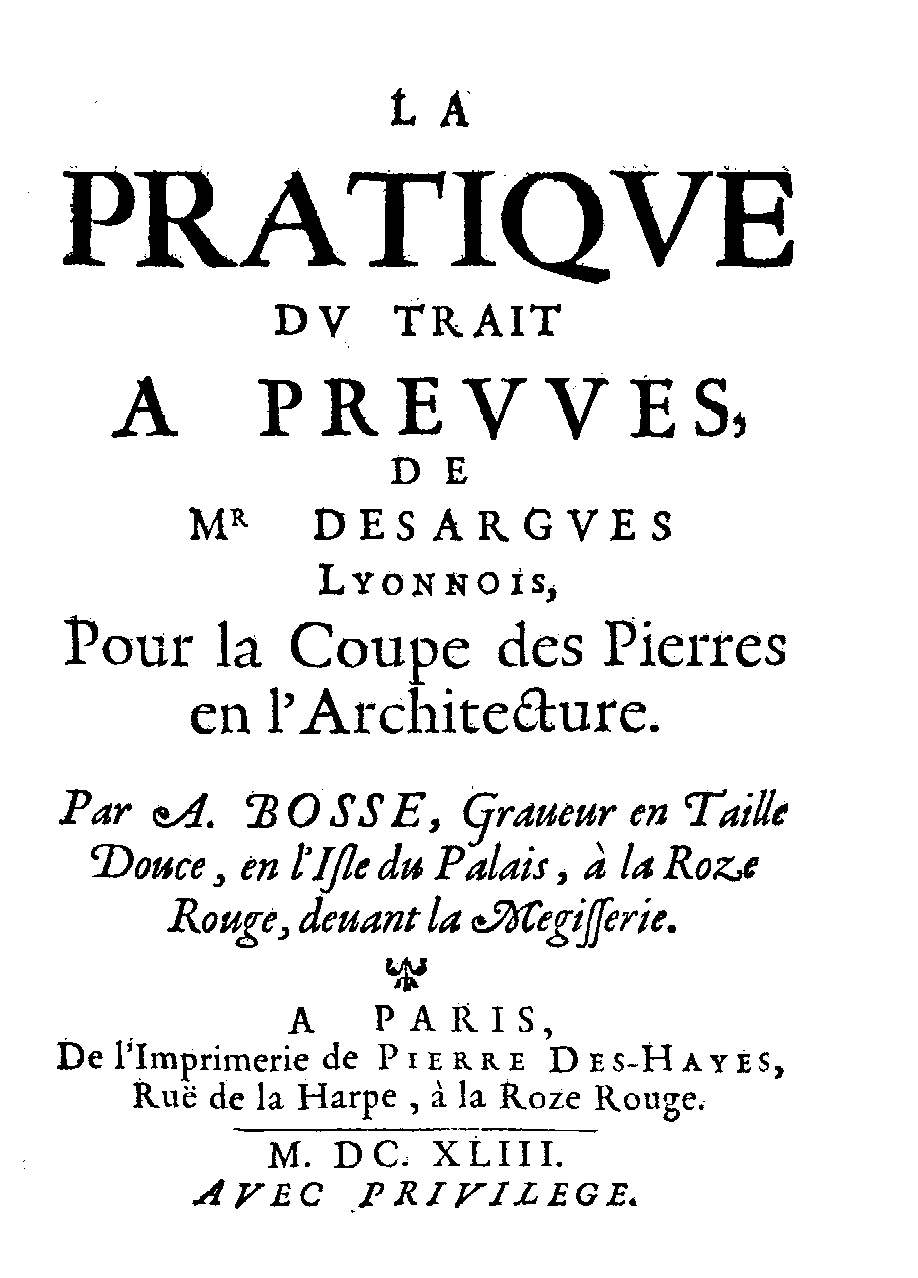
Pratique du trait a preuves (1643)

- Exemple de l'une des manières universelles du SGDL touchant la practique de la perspective sans emploier aucun tiers-point..., Paris, 1636, 12 p.
- Brouillon-project d'une atteinte aux evenemens des rencontres du cone avec un plan, Paris, 1639, 30 p.Voir l'« Analyse » de Didier Nordon sur Bibnum
- Brouillon-project d'exemple d'une manière universelle touchant la practique du traict à preuves pour la coupe des pierres, Paris, 1640, 4 p.+5 pl.
- Brouillon-project du SGDL touchant une maniere universelle de poser le style et tracer les lignes d'un Quadran aux rayons du soleil…, 1640 — Prospectus
- Six erreurs des pages 87. 118. 124. 128. 132. :&: +et+ 134. du livre intitulé La Perspective practique necessaire a tous peintres, sculpteurs, graveurs, architectes, orphevres, brodeurs, tapissiers, et autres se :servans: du dessein, Paris, Melchior Tavernier, et Franc̜ois Langlois, dit Chartres, 1642

### Listes d'œuvres
- Ouvrages de Desargues, site « Architectura » du Centre d'études supérieures de la Renaissance à Tours

## Influence
Pascal, Poncelet, Monge.[pas clair]

## Éponymie
- En 1964, l'Union astronomique internationale a donné le nom de Desargues à un cratère lunaire[7].
- École primaire publique Girard Desargues, Vourles[8].
- L'astéroïde (227151) Desargues porte son nom.
- Géométrie arguésienne, construction mathématique en géométrie synthétique.
- Plan affine arguésien, ou plan affine de Desargues.
- Plan projectif arguésien, objet mathématique de la géométrie projective.
- Théorème de Desargues, théorème de géométrie projective.

### Abraham Bosse
Voir les publications d'Abraham Bosse, qui apparaît dans beaucoup de cas comme un relais du travail de Desargues.
- Abraham Bosse, La manière universelle de Mr. Desargues, Lyonnais : pour poser l'essieu, et placer les heures et autres choses aux cadrans au soleil, 1643
- Abraham Bosse, Traité des pratiques géometrales et perspectives, enseignées dans l'Académie royale de la peinture et sculpture... où il faut employer la règle et le compas. Paris, chez l'auteur, 1665

### Autres auteurs
- F. Grignoux et al., « Sur les pas de Girard Desargues, mathématicien et architecte lyonnais », sur Bibliothèque municipale de Lyon, 10 février 2011  — Texte d'introduction
- Arthur Birembaut, « Quelques documents sur Desargues », dans Revue d'histoire des sciences et de leurs applications, 1961, vol. 14, no 14-3-4, p. 193–204
- Jean Dhombres et Joël Sakarovitch, Desargues en son temps, Paris, Albert Blanchard, 1994, 483 p. (ISBN 978-2-85367-188-0)
- (en) Judith Veronica Field et Jeremy John Gray (dir.), The geometrical work of Girard Desargues, New York, Springer, 1987
- Gilles Granger, Essai d'une philosophie du style, Paris, Armand Colin, 1968, 312 p.
- Gilles-Gaston Granger, L'irrationnel, Odile Jacob, 1998 — Granger parle d'une « révolution arguésienne[9] ».
- (en) John J. O'Connor et Edmund F. Robertson, « Girard Desargues », sur MacTutor, université de St Andrews.
- Didier Nordon, Promesses d’un titre — Onglet Analyse
- Noël Germinal Poudra, Œuvres de Desargues, Leiber, Paris, 1864 ; t. I : 510 p. et t. II : 428 p.
- Maria-Anne Privat-Savigny et collaborateurs, Philibert Delorme, Girard Desargues, de l'architecture classique aux enjeux urbanistiques contemporains, Lyon, 2011  (ISBN 2357401362 et 9782357401365)
- (en) Mark Edward Schneider, Girard Desargues, the architectural and perspective geometry, Virginia Polytechnic Institute and State University, 1983, 604 p.
- René Taton, « Sur la naissance de Girard Desargues », Revue d'histoire des sciences et de leurs applications, vol. 15, no 2,‎ 1962, p. 165-166
- René Taton, « L'œuvre de Pascal en géométrie projective », dans Revue d'histoire des sciences et de leurs applications, 1962, vol. 15, no 15-3-4, p. 197–252
- René Taton, L’œuvre mathématique de G. Desargues, Paris, Vrin, 1981, 232 p. (ISBN 2-7116-0694-5) — Reprise et mise à jour de l'édition de 1951 ; 2e  éd., 1988  (ISSN 0295-7337)
- (en) A Dictionary of Scientists, Oxford University Press, 2003 (ISBN 978-0-19-172683-5, lire en ligne)
- (en) Christopher Clapham et James Nicholson, The Concise Oxford Dictionary of Mathematics, Oxford University Press, 2009 (ISBN 978-0-19-172712-2, lire en ligne)